# Alaska Airlines
A Alaska Airlines é uma companhia aérea norte-americana baseada em Seattle Tacoma, arredores de Seattle, Washington. Em 2005 transportou mais de 12 milhões de passageiros. Serve mais de 59 destinos nos Estados Unidos, no México e no Canadá. Serve também os estados americanos do Alasca e Havaí. Em setembro de 2015, a Alaska Airlines anunciou um novo logotipo que será implantado nas aeronaves.

## História
A companhia aérea começou com o nome de McGee Airways e teve o seu primeiro voo entre Anchorage e Bristol Bay no Alasca no ano de 1932 e tinha 3 passageiros a bordo. Os investimentos e as aquisições  mudaram o rumo da companhia, incluindo o nome que se alterou de McGee Airways para o actual Alaska Airlines.
A empresa Horizon Air, conhecida por ser a companhia "irmã" da Alaska Airlines foi fundada em 1981. Em 1985 a Alaska Air Group comprou a Alaska Airlines.E um ano mais tarde comprou a Horizon Air e a Jet América Airlines. Actualmente a companhia tem 10,040 empregados e serve mais 50 destinos na Costa Ocidental da América do Norte.
Desde 1972, um esquimó, símbolo da empresa, tem lugar de destaque nas caudas dos aviões da Alaska Airlines.

## Situação Financeira e Desastre Aéreo
Devido à falta de recursos financeiros, nos anos 1980, a Alaska Airlines estendeu de forma absurda o número de horas em que os técnicos, deveriam fazer reparos. Nesta tentativa de poupar milhares de dólares e manter equilibrada a balança econômica da companhia, a Alaska Airlines ainda dobrou o número de horas de cada voo, fazendo com que os aviões fossem exigidos para mais do que conseguissem voar com a manutenção adquirida. Nestas condições, ocorreu um dos piores acidentes da história da aviação, o Voo Alaska Airlines 261.

## Frota

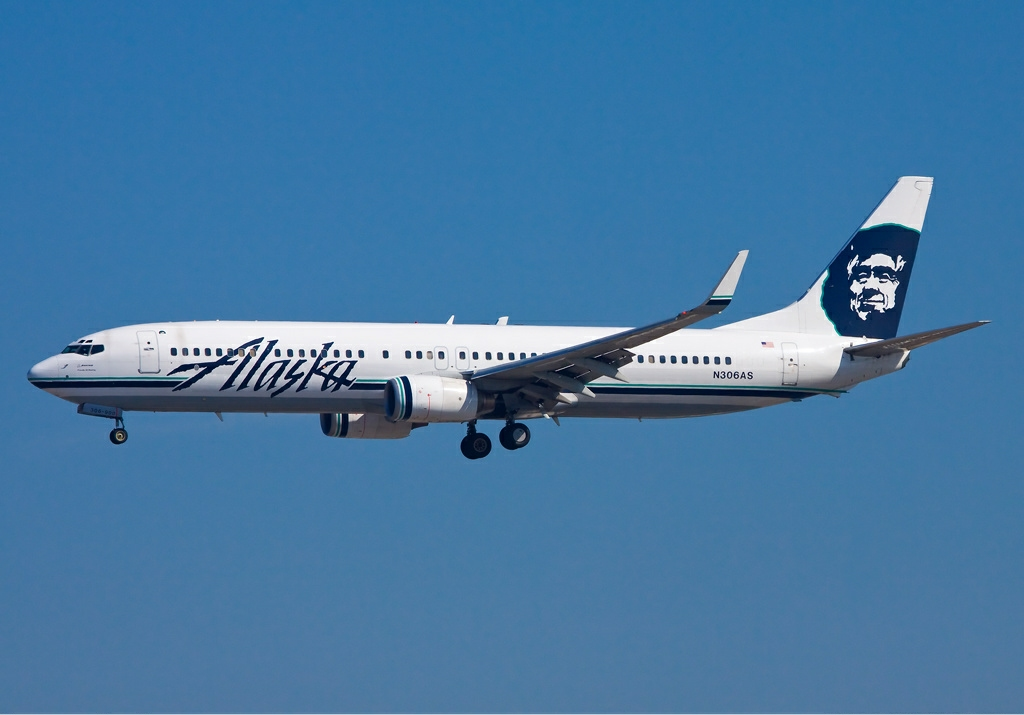
Boeing 737-900 da Alaska Airlines; tendo o esquimó como símbolo da empresa, em destaque na cauda do avião.

| Aeronave       | Quantidade | Encomendas |
| -------------- | ---------- | ---------- |
| Airbus A319    | 10         | 0          |
| Airbus A320    | 55         | 0          |
| Airbus A321neo | 2          | 10         |
| Boeing 737-700 | 15         | 0          |
| Boeing 737-800 | 61         | 0          |
| Boeing 737-900 | 36         | 3          |
| Total          | 187        | 17         |